# Shorea affinis
Shorea affinis är en tvåhjärtbladig växtart som först beskrevs av Thw., och fick sitt nu gällande namn av Peter Shaw Ashton. Shorea affinis ingår i släktet Shorea och familjen Dipterocarpaceae. Inga underarter finns listade i Catalogue of Life.